# Stormfugle
Stormfugle (latin: Procellariiformes) er en orden af fugle. Alle de omkring 138 arter er havlevende. Fire arter er uddøde siden 1500-tallet.
Fra Danmark kendes især stormfuglene mallemuk, almindelig skråpe, sodfarvet skråpe samt stor og lille stormsvale.

## Familier
De fire familier i ordenen stormfugle:
- Albatrosser, Diomedeidae, 21 arter
- Stormsvaler, Hydrobatidae, 24 arter
- Egentlige stormfugle, Procellariidae, 89 arter
- Alkestormfugle, Pelecanoididae, 4 arter